# Botanicula
Botanicula è una avventura grafica puzzle punta e clicca sviluppata dalla Amanita Design e pubblicata dalla Amanita Design/Daedalic Entertainment il 19 aprile 2012 per Microsoft Windows, Linux e macOS. È inoltre prevista una versione per iPad e per "altri tablet".

## Modalità di gioco
Come i precedenti giochi di Amanita Design, in Botanicula il giocatore controlla un protagonista (o più protagonisti) mentre esplora l'ambiente, risolve enigmi e raccoglie oggetti necessari per superare gli ostacoli che si presentano sulla sua strada. Il giocatore è in grado di interagire con altre creature e trovare easter eggs presenti in un ambiente rigoglioso. Come Machinarium il gioco non ha dialoghi né parlati né scritti.

## Trama
Botanicula segue le avventure di cinque creature botaniche (Mr. Lantern, Mr. Twig, Mr. Poppy Head, Mr. Feather e Mrs. Mushroom) che cercano di salvare l'ultimo seme del loro albero-casa dai malvagi parassiti che hanno infestato la loro dimora.

## Riconoscimenti
- Annual Independent Games Festival - Excellence in Audio Award (2012)[4]